# Antíoco II Teos
Antíoco II Teos (em grego:  Αντίοχος Β' Θεός; 287 - 246 a.C.) foi um rei selêucida que reinou a partir de 261 a.C. e até a sua morte. Ele sucedeu seu pai, Antíoco I Sóter, e foi sucedido por seu filho Seleuco II Calínico.

## Antepassados e irmãos
Antíoco I Sóter, filho de Seleuco I Nicátor e da persa Apama, casou-se com Estratonice, filha de Demétrio I Poliórcetes  e Fila. Eles tiveram três filhos: Antíoco II Teos, Estratonice e Apama. Das filhas de Antíoco I Sóter, Estratonice se casou com Demétrio II da Macedônia e Apama se casou com Magas de Cirene.
Antíoco II Teos também tinha uma meio-irmã, Fila, filha de Seleuco I Nicátor e Estratonice, filha de Demétrio Poliórcetes. Após a morte de Seleuco, seu filho Antíoco I Sóter tomou Estratonice por esposa, e, segundo João Malalas, teve dois filhos com ela.
Antíoco II Teos ("Deus") era o segundo filho de Antíoco I Sóter e de Estratonice. O seu irmão mais velho, Seleuco, morreu cedo; ele deveria ter sucedido ao pai, mas foi provavelmente mandado executar por traição.

## Reinado e filhos
Antíoco II sucedeu seu pai, Antíoco I, quando este morreu, no terceiro ano da 129a Olimpíada; ele reinou por dezenove anos.
Antíoco II aliou-se ao rei da Macedónia Antígono II Gónatas na luta contra o Egipto durante a Segunda Guerra Síria. Antíoco II consegue reconquistar parte considerável da Ásia Menor (incluindo as cidades de Mileto e Éfeso), bem como a costa fenícia, territórios que tinham sido perdido durante o reinado do seu pai. Durante a conquista de Mileto Antíoco derrubou o tirano local, tendo a população passado a vê-lo como um deus (o que explica o nome "Theos" que lhe foi atribuído).
Antíoco II foi casado com Laódice, em cuja honra fundou uma cidade chamada Laodiceia (há várias). Contudo, depois da paz com o Egipto, Antíoco repudia Laódice  para casar com Berenice, filha de Ptolemeu II Filadelfo  e de Arsínoe, filha de Lisímaco.
Antíoco II e Laódice I, filha de Aqueu, tiveram dois filhos e duas filhas, seus filhos foram Seleuco II Calínico e Antígono, e suas filhas se casaram com Mitrídates II do Ponto e Ariates.  A esposa de Ariates (Ariarates III, rei da Capadócia) era Estratonice. Segundo uma crônica encontrada na Babilônia a respeito da invasão de Ptolemeu III Evérgeta ao Império Selêucida, em 246 ou 245 a.C., três filhos de Antíoco e Laódice estavam em Esagila, seus nomes eram Seleuco, Antíoco e Apama. Historiadores do século XIX, desconhecendo seu nome, chamaram a esposa de Mitrídates II do Ponto de Laódice.

## Morte
Antíoco II, no início, tratou Berenice, filha de Ptolemeu II Sóter, como sua rainha, e Laódice como sua concubina; mais tarde, porém, inverteu os papéis, voltando a tratar Laódice e seus filhos com status real.
Antíoco II morreu de doença, em Éfeso, no terceiro ano da 133a olimpíada (246 a.C.), após ter vivido quarenta anos  ou, segundo Porfírio, envenenado por Laódice, que temia que ele mudasse de ideia de novo.
Laódice entregou Berenice e seu filho para que fossem mortos por Icádio e Geneu, líderes de Antioquia, e nomeou seu filho mais velho, Seleuco II Calínico, como rei. Após o assassinato de Berenice e seu filho, e da morte de Ptolemeu II Filadelfo, Ptolemeu III Evérgeta, seu sucessor, invadiu a Síria, a Cilícia e conquistou todas as terras até o rio Eufrates. Estes eventos são conhecidos como a Terceira Guerra Síria (ou Guerra Laodiciana).
Mais tarde, Antíoco Híerax se revoltou contra Seleuco II Calínico, e teve ajuda de Alexandre, irmão de sua mãe Laódice e que controlava a região de Sárdis.